# Raïon d'Okha
Le raïon d'Okha (russe : Охинский райо́н) est l'une des dix-sept subdivisions administratives (raïons) de l'oblast de Sakhaline, à l'est de la Russie. En tant que division municipale, il est intégré à l'okroug urbain d'Okha. Il est situé au nord de l'oblast. Sa superficie est de 14 816 km2. Son centre administratif est la ville de Okha. La population du raïon (en excluant le centre administratif) était de 2 847 (2010); 5 526 (2002) 18 612 (1989).